# Stephan Krehl

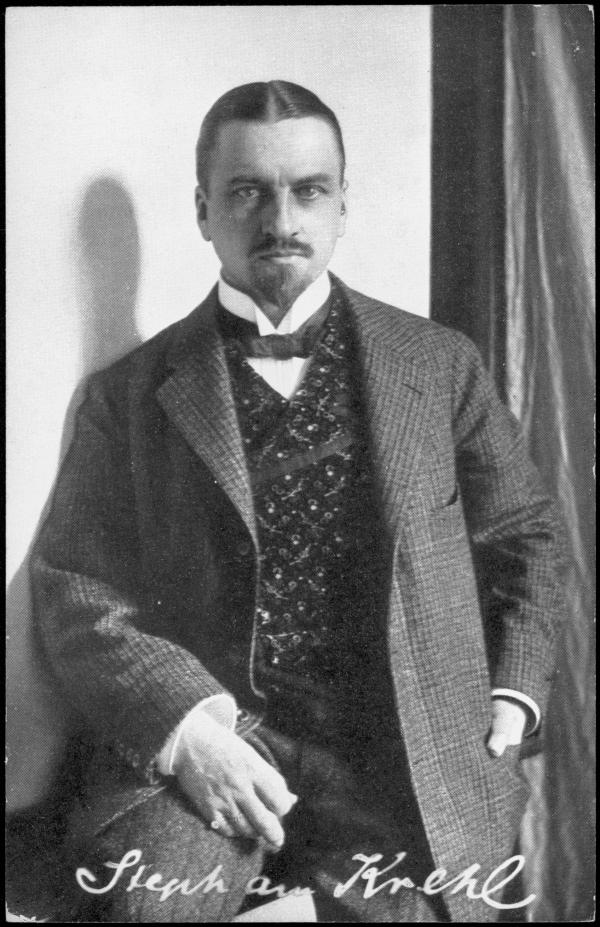
Stephan Krehl.

Stephan Krehl, född den 5 juli 1864 i Leipzig, död där den 9 april 1924, var en tysk tonsättare och musikskriftställare, son till Ludolf Krehl, bror till Ludolf von Krehl.
Krehl, som fick sin utbildning vid konservatorierna i Dresden och Leipzig, blev lärare vid det senare 1902. Han komponerade gedigna saker (pianokvartett, klarinettkvintett, pianostycken, manskörer med mera) samt författade bland annat Allgemeine Musiklehre (1904), Kontrapunkt (1908) och Harmonielehre (1921).